# Bruno Cornillet
Bruno Cornillet (* 8. Februar 1963 in Lamballe, Côtes-d’Armor) ist ein ehemaliger französischer Radrennfahrer. Er war Profi in den Jahren 1984 bis 1995.
Neben einigen Etappensiegen blieben seine größten Erfolge die Siege bei GP Ouest-France 1990, A Travers le Morbihan 1991, Tour de Vendée 1992 sowie Paris–Bourges 1993. In der Tour de Romandie 1986 konnte er Dritter werden.
Zehnmal startete Cornillet bei Tour de France; seine beste Platzierung war Rang 14 im Jahr 1989. 1995 beendete er die Tour als Letzter und Träger der Lanterne Rouge.

## Erfolge
1984
- Gesamtwertung und eine Etappe Valencia-Rundfahrt

1985
- Nachwuchswertung und Mannschaftszeitfahren Tour de l’Avenir
- eine Etappe Paris–Bourges

1986
- eine Etappe Tour de Romandie
- eine Etappe Coors International Bicycle Classic

1987
- eine Etappe Critérium du Dauphiné Libéré
- eine Etappe Schweden-Rundfahrt

1989
- eine Etappe Paris–Nizza
- eine Etappe Schweden-Rundfahrt

1990
- GP Ouest-France
- eine Etappe Tour du Limousin
- eine Etappe Irland-Rundfahrt

1991
- Gesamtwertung und zwei Etappen Circuit Cycliste Sarthe
- A Travers le Morbihan

1992
- Tour de Vendée

1993
- Paris–Bourges

## Grand-Tour-Platzierungen
| Grand Tour            | 1986 | 1987 | 1988 | 1989 | 1990 | 1991 | 1992 | 1993 | 1994 | 1995 |
| --------------------- | ---- | ---- | ---- | ---- | ---- | ---- | ---- | ---- | ---- | ---- |
| Giro d’ItaliaGiro     | –    | –    | –    | –    | –    | –    | 10   | –    | –    | –    |
| Tour de FranceTour    | DNF  | 37   | DNF  | 14   | 39   | 54   | DNF  | 48   | DNF  | 115  |
| Vuelta a EspañaVuelta | –    | –    | –    | –    | –    | –    | –    | –    | –    | DNF  |